# Loreena McKennittová
Loreena McKennittová (17. února 1957, Morden) je kanadská hudebnice a skladatelka. Proslula svými variacemi na tradiční keltskou hudbu. Je řazena k žánru world music. Hraje na keltskou harfu, klavír a harmoniku. Od roku 1981 žije v Ontariu.
Roku 1985 vydala první album nazvané Elemental. Nejúspěšnější bylo album The Book of Secrets z roku 1997.
V roce 1998 se Loreenin snoubenec Roland Rees utopil při nehodě na lodi. V roce 2005 vedla soudní spor s kamarádem, který zveřejnil intimní detaily o jejich přátelství. Nakonec soud vyhrála.
Její hudba se objevila ve filmech Santa Claus, Soldier, Jade, Holy Man, The Mists of Avolan či Tinkerbell a televizních seriálech Roar a Full Circle.

## Diskografie

### Studiová alba
- Elemental (1985)
- To Drive the Cold Winter Away (1987)
- Parallel Dreams (1989)
- The Visit (1991)
- The Mask and Mirror (1994)
- The Book of Secrets (1997)
- An Ancient Muse (2006)
- A Midwinter Night's Dream (2008)
- The Wind That Shakes the Barley (2010)
- Lost Souls (2018)